# Edmond Bricout
Pour les articles homonymes, voir Bricout.
Edmond Bricout est un homme politique français, né le 8 octobre 1904 à Walincourt (Nord) et mort le 3 mai 1973 à Gouy (Aisne).
Il a été membre de l'UDSR, du RPF, du CNRS, de l'UNR et de l'UDR.

## Biographie
Edmond Bricout est né le 8 octobre 1904 à Walincourt dans le Nord, où son père exerçait la profession d'agriculteur.
Pendant la seconde guerre mondiale, il est un membre très actif dans la Résistance. Il participe aux réseaux « Action » dans la région du Nord et succède à Arnaud Bisson comme chef départemental du bureau des opérations aériennes. Il termine le conflit comme capitaine de réserve. La guerre terminée, son action dans la résistance lui vaut d'être titulaire de nombreuses décorations : chevalier de la Légion d'honneur, cinq citations, Croix de guerre avec palmes, Rosette de la Résistance, chevalier de l'Ordre de Léopold de Belgique et Croix de guerre belge avec palmes, enfin, British military cross.
Son rôle pendant la guerre le conduit logiquement, à l'issue de celle-ci, à s'orienter vers la vie politique. il se présenta en tant que candidat UDSR aux élections cantonales de l'Aisne en septembre 1945. En 1947, Edmond Bricout adhéra au RPF dès sa création, et devient délégué départemental pour l'Aisne.
En octobre 1947, il est élu maire de Gouy, localité où il est lui-même établi comme agriculteur. En 1951, Edmond Bricout est également élu conseiller général du canton du Catelet, puis vice-président du conseil général de l'Aisne. Lors des élections législatives de 1951, Edmond Bricout conduit la liste RPF dans l'Aisne. Celui-ci est élu et s'inscrit au groupe RPF. Le nouveau député est nommé membre de la Commission de l'agriculture (1951, 1953-1955) et de celle de l'intérieur (1953-1955). Edmond Bricout est en outre élu secrétaire de l'Assemblée nationale en 1954, puis réélu à ce poste à deux reprises.
Lors des élections législatives de 1956, Edmond Bricout conduit la liste d'action civique et de progrès social, présentée dans l'Aisne par le CNRS et celui-ci est réélu député de l'Aisne.
Après sa réélection, il s'inscrit au groupe des Républicains sociaux et est à nouveau membre de la Commission de l'agriculture (1956) et de celle de l'intérieur (1956, 1957). De même qu'il est élu secrétaire de la Commission de l'agriculture en 1956 et il est réélu à cette fonction le 4 octobre 1957. En 1958, il vote en revanche pour la confiance au général de Gaulle, et pour la révision constitutionnelle. Il rejoint l'UNR la même-année et il se présente aux élections législatives de 1958 dans la deuxième circonscription de l'Aisne. Il est réélu député de cette circonscription lors des scrutins de 1962, de 1967 et de 1968. En revanche, il est battu en 1973 par le candidat communiste Daniel Le Meur. Il meurt quelques semaines après cette défaite.

## Parcours politique

### Résultats électoraux
| Candidat         | Candidat                     | Parti          | Premier tour | Premier tour | Second tour | Second tour |  |
| Candidat         | Candidat                     | Parti          | Voix         | %            | Voix        | %           |  |
| ---------------- | ---------------------------- | -------------- | ------------ | ------------ | ----------- | ----------- |  |
|                  | Edmond Bricout sortant réélu | UD-Ve          | 24 491       | 43,39        | 29 108      | 52,23       |  |
|                  | Julien Carrel                | PCF            | 16 579       | 29,38        | 26 620      | 47,77       |  |
|                  | Jean Pierre-Bloch            | FGDS (SFIO)    | 10 338       | 18,32        | Retrait     | Retrait     |  |
|                  | Bernard Charuel              | CD (PDM)       | 4 941        | 8,75         |             |             |  |
|                  |                              |                |              |              |             |             |  |
| Inscrits         | Inscrits                     | Inscrits       | 69 131       | 100,00       | 69 108      | 100,00      |  |
| Abstentions      | Abstentions                  | Abstentions    | 11 428       | 16,53        | 11 130      | 16,11       |  |
| Votants          | Votants                      | Votants        | 57 703       | 83,47        | 57 978      | 83,89       |  |
| Blancs et nuls   | Blancs et nuls               | Blancs et nuls | 1 354        | 2,35         | 2 250       | 3,88        |  |
| Exprimés         | Exprimés                     | Exprimés       | 56 349       | 97,65        | 55 728      | 96,12       |  |
| Source : Gallica |                              |                |              |              |             |             |  |

| Candidat              | Candidat                     | Parti          | Premier tour | Premier tour | Second tour | Second tour |  |
| Candidat              | Candidat                     | Parti          | Voix         | %            | Voix        | %           |  |
| --------------------- | ---------------------------- | -------------- | ------------ | ------------ | ----------- | ----------- |  |
|                       | Julien Carrel                | PCF            | 17 703       | 31,47        | 25 359      | 45,84       |  |
|                       | Edmond Bricout sortant réélu | UDR (URP)      | 15 987       | 28,42        | 29 967      | 54,16       |  |
|                       | Jacques Braconnier           | diss. UDR      | 13 982       | 24,85        | Retrait     | Retrait     |  |
|                       | Pierre Arnould               | FGDS (SFIO)    | 4 264        | 7,58         |             |             |  |
|                       | Gilbert Collet               | PSU            | 2 396        | 4,26         |             |             |  |
|                       | Andrée Mirochnikoff          | CD (PDM)       | 1 925        | 3,42         |             |             |  |
|                       |                              |                |              |              |             |             |  |
| Inscrits              | Inscrits                     | Inscrits       | 68 986       | 100,00       | 68 965      | 100,00      |  |
| Abstentions           | Abstentions                  | Abstentions    | 11 898       | 17,25        | 11 723      | 17          |  |
| Votants               | Votants                      | Votants        | 57 088       | 82,75        | 57 242      | 83          |  |
| Blancs et nuls        | Blancs et nuls               | Blancs et nuls | 831          | 1,46         | 1 916       | 3,35        |  |
| Exprimés              | Exprimés                     | Exprimés       | 56 257       | 98,54        | 55 326      | 96,65       |  |
| Source : data.gouv.fr |                              |                |              |              |             |             |  |

| Candidat           | Candidat               | Parti                     | Premier tour | Premier tour | Second tour | Second tour |  |
| Candidat           | Candidat               | Parti                     | Voix         | %            | Voix        | %           |  |
| ------------------ | ---------------------- | ------------------------- | ------------ | ------------ | ----------- | ----------- |  |
|                    | Daniel Le Meur élu     | PCF                       | 18 710       | 31,22        | 31 287      | 52,09       |  |
|                    | Edmond Bricout sortant | UDR (URP)                 | 12 957       | 21,62        | 28 773      | 47,91       |  |
|                    | Charles Margueritte    | PS (UGSD)                 | 10 526       | 17,56        | Retrait     | Retrait     |  |
|                    | Guy Blériot            | Divers droite (Gaulliste) | 8 354        | 13,94        | Retrait     | Retrait     |  |
|                    | Bernard Valentin       | MR                        | 4 910        | 8,19         |             |             |  |
|                    | Henri Michel           | Divers droite (MRSD)      | 1 678        | 2,80         |             |             |  |
|                    | Jacqueline Labrosse    | PSU                       | 1 640        | 2,74         |             |             |  |
|                    | Gérard Parizano        | Extrême droite (ARIL)     | 1 152        | 1,92         |             |             |  |
|                    |                        |                           |              |              |             |             |  |
| Inscrits           | Inscrits               | Inscrits                  | 71 922       | 100,00       | 71 826      | 100,00      |  |
| Abstentions        | Abstentions            | Abstentions               | 10 447       | 14,53        | 9 233       | 12,85       |  |
| Votants            | Votants                | Votants                   | 61 475       | 85,47        | 62 593      | 87,15       |  |
| Blancs et nuls     | Blancs et nuls         | Blancs et nuls            | 1 548        | 2,52         | 2 533       | 4,05        |  |
| Exprimés           | Exprimés               | Exprimés                  | 59 927       | 97,48        | 60 060      | 95,95       |  |
| Source : Data.gouv |                        |                           |              |              |             |             |  |

### Détail des mandats
- Conseiller municipal et maire de Gouy: 1947 - 1973
- Conseiller général du canton du Catelet: 1951 - 1973
- Député de l'Aisne: 1951 - 1958
- Député de la deuxième circonscription de l'Aisne: 1958 - 1973

## Distinctions

### Décorations françaises
- Chevalier de la Légion d'honneur
- Croix de guerre 1939–1945 (avec palmes)
- Médaille de la Résistance française avec rosette

### Décorations étrangères
- Chevalier de l'ordre de Léopold (Belgique)
- Croix de guerre avec palmes (Belgique)
- Croix militaire (Royaume-Uni)